# Mrocza (gromada)
Mrocza – dawna gromada, czyli najmniejsza jednostka podziału terytorialnego Polskiej Rzeczypospolitej Ludowej w latach 1954–1972.
Gromady, z gromadzkimi radami narodowymi (GRN) jako organami władzy najniższego stopnia na wsi, funkcjonowały od reformy reorganizującej administrację wiejską przeprowadzonej jesienią 1954 do momentu ich zniesienia z dniem 1 stycznia 1973, tym samym wypierając organizację gminną w latach 1954–1972.
Gromadę Mrocza z siedzibą GRN w mieście Mrocza (nie wchodzącym w jej skład) utworzono – jako jedną z 8759 gromad na obszarze Polski – w powiecie wyrzyskim w woj. bydgoskim, na mocy uchwały nr 24/18 WRN w Bydgoszczy z dnia 5 października 1954. W skład jednostki weszły obszary dotychczasowych gromad Krukówko, Białowieża, Drążno, Ostrowo i Wiele oraz osiedle Matyldzin z dotychczasowej gromady Wyrza ze zniesionej gminy Mrocza w tymże powiecie. Dla gromady ustalono 23 członków gromadzkiej rady narodowej.
31 grudnia 1959 do gromady Mrocza włączono wieś Wyrza ze zniesionej gromady Dębowo w powiecie wyrzyskim oraz wieś Drzewianowo ze zniesionej gromady Łukowiec w powiecie bydgoskim w tymże województwie.
31 grudnia 1961 do gromady Mrocza włączono sołectwo Kosowo z gromady Nakło n/Notecią w tymże powiecie.
1 stycznia 1969 do gromady Mrocza włączono grunty rolne o powierzchni ogólnej 1.463,54 ha z miasta Mrocza w tymże powiecie.
1 stycznia 1972 ze wsi Wyrza w gromadzie Mrocza wyłączono obszar o powierzchni 67,52 ha (działki ewidencyjne Nr Nr 1–8, 10, 12–17 karty mapy Nr 1 obrębu Wyrza), włączając go do gromady Witosław w tymże powiecie; do gromady Mrocza włączono natomiast ze wsi Broniewo w gromadzie Witosław obszar o powierzchni 17,07 ha (działki ewidencyjne Nr Nr 70, 78, 78a, 78b, 80–82 karty mapy Nr 2 obrębu Broniewo).
Gromada przetrwała do końca 1972 roku, czyli do kolejnej reformy gminnej. 1 stycznia 1973 w powiecie wyrzyskim reaktywowano gminę Mrocza (od 1999 gmina Mrocza znajduje się w powiecie nakielskim w woj. kujawsko-pomorskim).